# بن کوجوجی
بن کوجوجی (انگلیسی: Ben Kudjodji؛ زادهٔ ۲۳ آوریل ۱۹۸۹) بازیکن فوتبال اهل بریتانیا است.
از باشگاه‌هایی که در آن بازی کرده‌است می‌توان به باشگاه فوتبال بروملی، باشگاه فوتبال کریستال پالاس، باشگاه فوتبال ساتون یونایتد، و باشگاه فوتبال کارشالتون اتلتیک اشاره کرد.